# Friends (YAWMIN單曲)
《Friends》（日語：フレンズ）是日本女歌手高橋洋子的單曲。1991年1月16日由環球唱片（舊名Kitty Record）發行。

## 解說
《Friends》是高橋洋子以「YAWMIN」名義出道發行的首張單曲，同名標題曲曾在1990年被富士電視台電視動畫《亂馬1/2 熱鬥篇》選為第4代片尾主題曲使用，使用時間從1990年12月7日（第55話）至1991年3月29日（第69話）為止。翌年1991年10月，高橋以本名名義發行別的單曲之後，同年12月正式步入樂壇。
後來，1992年10月21日發行的動畫CD原聲帶《亂馬1/2 格鬥歌牌》收錄了角色歌曲的翻唱版本，由天道靡的聲優高山南主唱。

## 收錄歌曲
1. Friends
  - 作詞：大川潤子，作曲：南俊一，編曲：森英治（日语：森英治）
  - 富士電視台電視動畫《亂馬1/2 熱鬥篇》片尾主題曲
2. 地球？
  - 作詞：大山潤子，作曲：村松邦男（日语：村松邦男），編曲：川井憲次
  - PC Engine版CD-ROM²（日语：CD-ROM2）遊戲《亂馬1/2 囚禁的新娘》片尾主題曲